# Mortal Shell
Mortal Shell — компьютерная игра в жанре action/RPG. В качестве разработчика выступила студия Cold Symmetry, издана компанией Playstack 18 августа 2020 года на платформах Xbox One, PlayStation 4 и Windows (только в EGS). В Steam игра вышла 18 августа 2021 года. Обновленная версия под названием Mortal Shell: Enhanced Edition была выпущена 4 марта 2021 года для PlayStation 5 и Xbox Series X/S. 19 декабря 2022 года было выпущено издание Mortal Shell: Complete Edition для Nintendo Switch.

## Игровой процесс
В первых обзорах игру часто сравнивали с Dark Souls. Сюжет игры расплывчат с несколькими «повествовательными отрывками, намекающие на общую картину». Геймплей сосредоточен прежде всего на «преднамеренных, жестоких поединках на мечах с множеством жутких врагов». Игра представляет собой souls-like в мире средневекового европейского фэнтези с некоторыми новыми относительно souls-серии механиками.

## Оценки и отзывы
Предрелизная версия игры была выдана критикам и прессе 11 августа 2020 года, а 17 августа на сайте Metacritic появились первые рецензии и в целом все сошлись на мнении, что игра является достойным идейным наследником серии Dark Souls, однако имеет также несколько серьёзных минусов, таких как: однообразие геймплея с середины игры, малое количество боссов и в целом пустой мир. Средняя оценка на момент 18 августа составляет 76 баллов на PC, 75 баллов на PS4 и Xbox One. Сайт pcgamer.com назвал Mortal Shell «бюджетным дарк соулсом, однако все ещё впечатляющим» и поставил оценку 80 %.
В марте 2022 года на ежегодной премии LUDI Awards, организованной российскими сайтами Канобу и Игромания, игра заняла 1 место в категории «Обновление года». К сентябрю 2023 года был продан 1 миллион копий игры.